# Arthur Dorward
Arthur Dorward (ur. 3 marca 1925 w Galashiels, zm. 4 sierpnia 2015 w Melrose) – szkocki rugbysta grający na pozycji łącznika młyna, kapitan reprezentacji kraju.
Uczęszczał do St Mary’s Prep School w Melrose oraz Sedbergh School w kumbryjskim Sedbergh, gdzie pełnił funkcję Head Boy. Ukończył następnie University of Cambridge z tytułami z francuskiego i niemieckiego, po czym powrócił do Galashiels, by pracować w rodzinnej firmie tekstylnej, w której został dyrektorem.
W barwach uniwersyteckiego zespołu rugby występował przez trzy lata i trzykrotnie wystąpił w Varsity Match przeciwko drużynie z Oxford. Prócz przerwy na studia oraz służbę wojskową reprezentował z sukcesami – także jako kapitan – klub Gala RFC, w którym zadebiutował w wieku siedemnastu lat, karierę sportową kończąc w wieku trzydziestu dwóch lat. Uprawiał także krykieta, hokej na trawie, tenis, squash i golf.
W latach 1950–1957 rozegrał piętnaście testmeczów dla szkockiej reprezentacji, jedyne punkty – dające zwycięstwo nad Walijczykami w roku 1957 – zdobywając z dropgola. Był pierwszym kapitanem kadry pochodzącym z klubu Gala i prowadził zespół w trzech meczach. W latach 1949–1957 zapraszany był do gry w barwach Barbarians, wybierany był także do regionalnego zespołu South of Scotland.
Żonaty z Christine, dzieci: Lesley i Campbell. Spokrewniony z reprezentantem Nowej Zelandii, Alim Williamsem. Jego brat, Tom, był także rugbystą, reprezentantem kraju przed II wojną światową, podczas której zginął służąc w Royal Air Force.